# جوليا فليتشير
جوليا فليتشير (بالإنجليزية: Julia Fletcher)‏ هي ممثلة أمريكية، ولدت في 1958.

## أعمال

### أفلام
- الأنيماتريكس

## وصلات خارجية
- جوليا فليتشير على موقع IMDb (الإنجليزية)
- جوليا فليتشير على موقع قاعدة بيانات الفيلم (الإنجليزية)
- جوليا فليتشير على موقع ANN person (الإنجليزية)